# Torre Monumental

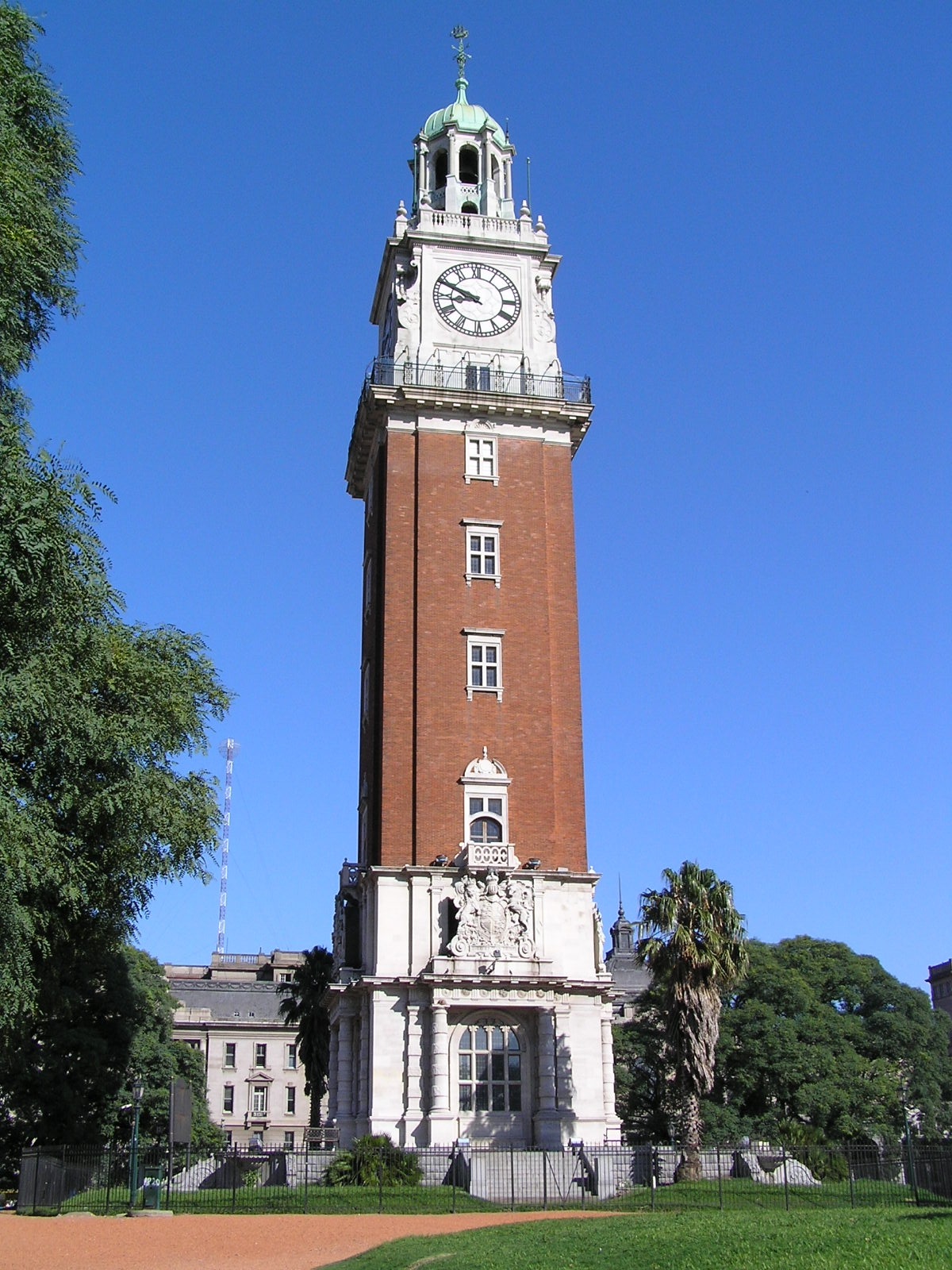
Vue de la Torre Monumental

La Torre Monumental (Tour Monumentale) anciennement Torre de los Ingleses (Tour des Anglais) est un monument situé dans le quartier de Retiro, à 
Buenos Aires. Après la Guerre des Malouines en 1982, la Torre de los Ingleses fut rebaptisée Torre Monumental, bien que certains habitants continuent à utiliser son ancien nom. 
Située au milieu de la Plaza Fuerza Aérea Argentina (ex Plaza Británica), à côté de la rue San Martín et de l'Avenida del Libertador, elle fut construite par des résidents britanniques de la ville pour célébrer le centenaire de la révolution de mai. 
Le Congrès National accepta la donation par la loi N° 6368 du 18 septembre 1909, et les travaux commencèrent la même année. En raison de la mort d'Edouard VII, le 6 mai 1910, le Royaume-Uni de Grande-Bretagne et d'Irlande n'a pas envoyé de délégation à la célébration du Centenaire, ce qui fait que la pose de la première pierre n'a eu lieu que le 26 novembre. Le monument fut inauguré le 24 mai 1916. 
Le retard était dû, en premier lieu, à la Première Guerre mondiale, et d'autre part, au fait que la compagnie de gaz qui était installée sur la place n'abandonna le site qu'en 1912. La cérémonie a été suivie par le président Victorino de la Plaza et le représentant britannique Reginald Tower (en).

## Description
Le projet est l'œuvre de l'ingénieur Pepe Weynter. Tout ce qui fut nécessaire à sa construction, y compris le personnel technique fut amené de Pennsylvanie. 
De style palladien, selon la tendance dominante dès la fin du XVIe siècle en Grande-Bretagne, elle est située sur une plateforme avec quatre escaliers d'accès. Au-dessus de l'entrée principale et sur les autres faces de l'édifice, se trouve une frise, avec différents emblèmes de l'empire britannique. Entre autres, la rose de la Maison de Tudor qui est le symbole de l'Angleterre, le dragon rouge de Galles et le trèfle d'Irlande. 
À la partie supérieure de la tour, à 35 m de hauteur, se trouve une horloge à quatre cadrans de 
440 cm de diamètre chacun rappelant le cadran de la Elizabeth Tower, réalisés en opaline anglaise. Il y a cinq cloches de 
bronze, qui peuvent s'entendre à plusieurs pâtés de maisons à la ronde. 
La tour est couronnée d'un dôme de forme octogonale couvert de lames de cuivre. 
Le carillon marquant les quarts d'heure et pesant plus ou moins 3 tonnes imite celui de l'Abbaye de Westminster.